# Live Lugano 1984
Live Lugano 1984 ist ein Musikalbum der Formation Steve Lacy Three. Die am 24. September 1984 live im Studio Foce im Rahmen der Veranstaltungsreihe OGGImusica in Lugano entstandenen Aufnahmen erschienen am 28. November 2024 auf Ezz-thetics in der Reihe First Visit.

## Hintergrund
Im Sommer 1984 arbeitete der Saxophonist Steve Lacy in Norditalien mit George Lewis, Misha Mengelberg, Arjen Gorter und Han Bennink (Change of Season, Soul Note), trat dort im Duo mit Andrea Centazzo auf, schließlich im November 1984 mit seiner Formation Steve Lacy Nine (George Lewis, Steve Potts, Gyde Knebusch, Jeff Gardner, Oliver Johnson und Irène Aebi in Berikon). Hierzu gehörten auch der Gitarrist Barry Wedgle und der Bassist Jean-Jacques Avenel, der spätestens seit 1981 regelmäßig in seinen Gruppen spielte. Mit Wedge und Avenel trat Lacy im September 1984 in Lugano auf.
Die Originalaufnahme hat Produzent Werner X. Uehlinger 1985 von Mario Conforti erworben und lange Zeit in seinem Archiv aufbewahrt. Die Entdeckung einer inoffiziellen Veröffentlichung von Barry Wedgle auf seinem eigenen Label erinnerte Uehlinger an die Aufnahme und veranlasste ihn, mir das Band noch einmal anzuhören und schließlich zu entscheiden, es zu veröffentlichen. Die Entfernung zweier aufgenommener Kompositionen und die Bearbeitung des Materials basieren auf Notizen, die Steve Lacy ursprünglich auf der Kassette notiert hatte, bevor er diese Uehlinger zum Anhören und Bewerten der Musik für eine eventuelle Veröffentlichung geschickt hatte.

## Titelliste
- Steve Lacy Three: Live Lugano 1984, First Visit (Ezz-thetics)[2]

1. Slumber 9:00
2. Flakes 9:42
3. Aloud 7:34
4. They Say 7:29
5. Heaven 8:24
6. Train Going By 6:00
7. The Eye 8:46
8. Cliches 16:21

Die Kompositionen stammen von Steve Lacy.

## Rezeption
Die besonderen Qualitäten dieser Musik würden sich aus der Konzentration auf Lacys Sopransaxophon in dieser einzigartigen Besetzung ergeben, schrieb Art Lange in den Liner Notes. Die Transparenz und Intimität von Bass und Gitarre bildeten einen nuancierten Hintergrund vor der Vielfalt der Improvisationsstrategien.
Nach Ansicht von John Eyles, der das Album in All About Jazz rezensierte, dürfte für die Fans von Lacys langer Karriere Live Lugano 1984 eine Art Neuheit oder Sammlerstück sein, da Lacy darauf in einem Trio mit Kontrabass von Jean-Jacques Avenel zu hören ist – angeblich ein frühes Treffen der beiden, das Ende der 1990er Jahre auf Alben wie Monk’s Dream (Verve, 1999) und One More Time (Sketch, 2002) aufblühte – und mit dem Gitarristen Barry Wedgie. Es war das einzige Mal, dass die beiden zusammen aufnahmen und Lacy in einem Trio mit Gitarre spielte. Als Begleiter würden Avenel und Wedgie einen sehr guten Job machen und auch gelegentlich Soli einlegen, ohne dabei in Lacys Territorium einzudringen. Dessen Spiel sei wie so oft vorbildlich und hochmelodisch. Das Album als Ganzes sei sowohl eingefleischten Lacy-Fans als auch jenen, die mehr wissen möchten, uneingeschränkt zu empfehlen. Kurz gesagt: „Lacy lebt“.